# Cosmotettix costalis
Cosmotettix costalis är en insektsart som beskrevs av Carl Fredrik Fallén 1826. Cosmotettix costalis ingår i släktet Cosmotettix och familjen dvärgstritar. Arten är reproducerande i Sverige. Inga underarter finns listade i Catalogue of Life.